# Eugyra communis
Eugyra communis is een zakpijpensoort uit de familie van de Molgulidae. De wetenschappelijke naam van de soort is voor het eerst geldig gepubliceerd in 1984 door Nishikawa.